# العبودية في السودان

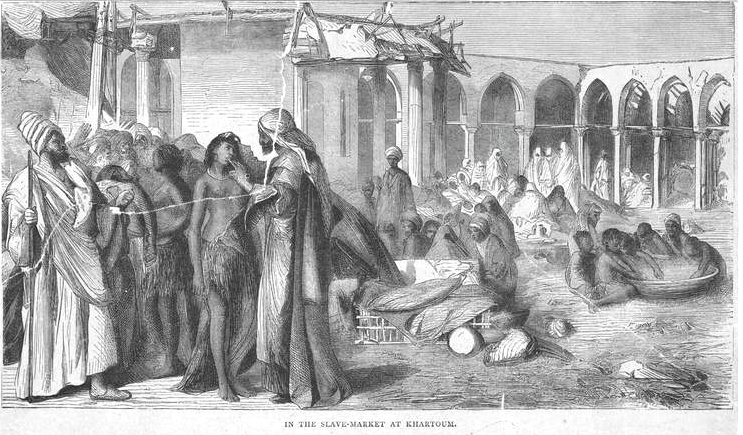
سوق العبيد في الخرطوم

بدأت العبودية في السودان في العصور القديمة، ثم عادت للظهور خلال الحرب الأهلية السودانية الثانية (1983-2005). خلال تجارة الرقيق عبر الصحراء، تم شراء العديد من شعوب عرق النيلي من وادي النيل الأدنى من قبل النوبيين والاقباط المصريين والأمازيغ والعرب  للعمل كعبيد في أماكن أخرى مثل شمال أفريقيا والمشرق.
ابتداء من عام 1995، قدمت العديد من منظمات حقوق الإنسان تقارير عن الممارسات المعاصرة خاصة في سياق الحرب الأهلية السودانية الثانية. وفقا لتقارير هيومن رايتس ووتش وغيرها، فخلال الحرب كانت الحكومة السودانية متورطة في دعم وتسليح العديد من ميليشيات تجارة الرقيق في البلاد كجزء من حربها ضد جيش التحرير الشعبي السوداني. كما وجدت أيضًا أن الحكومة فشلت في تنفيذ القوانين السودانية ضد الاختطاف والاعتداء والعمل القسري أو مساعدة أسر الضحايا على تحديد مكان أطفالهم.
بحسب تقرير آخر أعدته مجموعة الشخصيات الدولية البارزة فإن كل من الميليشيات المدعومة من الحكومة والمتمردين بقيادة الجيش الشعبي لتحرير السودان مذنبون باختطاف المدنيين، على الرغم من أن اختطاف المدنيين من قبل الميليشيات الموالية للحكومة كان «مصدر قلق خاص» وفي أحيان عديدة أدى إلى «العبودية» بموجب تعريف العبودية في اتفاقية العبودية الدولية لعام 1926.أكدت الحكومة السودانية أن العبودية هي نتاج حرب بين القبائل، حيث لم يكن لديها أي اسيطرة. وفقًا لمعهد الوادي المتصدع، «توقفت عمليات خطف العبيد واختطافهم فعليًا» في عام 2002، على الرغم من أن «عددًا غير معروف» من العبيد لا يزالون في الأسر.

## تاريخ العبودية في السودان
يعود تاريخ العبودية في منطقة السودان إلى تاريخ طويل، بدءاً من العصور النوبية والمصرية القديمة حتى الوقت الحاضر.
كان أسرى الحرب حدثًا منتظمًا في وادي النيل القديم وإفريقيا. خلال أوقات الفتح كان المصريون القدماء ياخذوا العبيد بعد فوزهم في المعارك مع الليبيين والكنعانيين والنوبيون.
بعد فترة وجيزة من الفتح الإسلامي لمصر، حاول العرب غزو ممالك النوبة المسيحية في مناسبات متعددة، ولكن باستخدام الحرب الإستراتيجية، هزمت النوبة المسيحية الأصغر بكثير القوات العربية الأكبر. في النهاية، وبالنظر إلى جهودهم الفاشلة، وقع العرب معاهدة البقط التي استمرت 600 عام مع مملكة المقرة النوبية المسيحية. كجزء من المعاهدة، وافق النوبيون، المنخرطون بالفعل في تجارة الرقيق المزدهرة في شرق إفريقيا، على مبادلة 360 عبدًا سنويًا بجيرانهم الشماليين مقابل التوابل والحبوب.
وكان من بين صائدي العبيد كلاً من العرب في شمال السودان وأفراد من مجموعات عرقية أخرى مثل الفور من دارفور. ويطلق الفور على الجماعات العرقية غير المسلمة جنوب سلطنة دارفور.
كانت ذروة تجارة الرقيق بين عامي 1750 و 1850. وقد مارست المجتمعات الإسلامية المجاورة احتكارًا عمليًا لمطاردة الرقيق في إفريقيا جنوب الصحراء. وصفت تقارير المبشرين والباحثين من هذه الفترة اختطاف الناس من القرى المسالمة والتعذيب بغرض التسلية. أصبحت الخرطوم مركزًا رئيسيًا للعبيد من الجنوب. بعد عام 1850، زادت تجارة الرقيق في السودان - على عكس الاتجاه العالمي. في إقليم بحر الغزال على وجه الخصوص، تم تنفيذ عملية مطاردة ممنهجة للعبيد في عهد الزبير باشا رحمة، الذي تم تعيينه هناك. بين عامي 1875 و 1879، قدر الضابط البريطاني تشارلز جورج غوردون عدد الأشخاص النازحين إلى العبودية في السودان بـ 100000.
بعد سقوط الممالك النوبية عام 1504، غزا العثمانيون معظم النوبة، بينما غزا الفونج معظم السودان الحديث من دارفور إلى الخرطوم. بدأ الفونج في استخدام العبيد في الجيش في عهد بديع الثالث (حكم من 1692 إلى 1711). في وقت لاحق، بدأ تجار الرقيق المصريون مداهمة منطقة جنوب السودان. على وجه الخصوص، حاول حاكم مصر محمد علي باشا بناء جيش من عبيد جنوب السودان بمساعدة العبيد النوبيين. حاولت السلطات الاستعمارية البريطانية لاحقًا محاولات حظر الرق في عام 1899، بعد انتصارهم في حرب الثورة المهدية.
طبقًا للمستكشف البريطاني والمدافع عن إلغاء عقوبة الإعدام، صمويل بيكر، الذي زار الخرطوم في عام 1862، بعد ستة عقود من إعلان السلطات البريطانية أن تجارة الرقيق غير قانونية، فإن الرق كان هو الصناعة «التي جعلت الخرطوم تتقدم كمدينة صاخبة». ووصف بيكر ممارسة غارات العبيد على قرى الجنوب من قبل تجار الرقيق السودانيين من الخرطوم: كانت جماعة مسلحة تبحر فوق النيل وتجد قرية أفريقية ملائمة وتحاصرها ليلاً وتهاجم قبل الفجر بقليل، وتحرق الأكواخ وتطلق الرصاص. سيتم أسر النساء والشباب وربطهم بـ «أعمدة متشعبة على أكتافهم»، مقيدة باليد بالعمود في المقدمة، والأطفال مرتبطون بأمهاتهم. لجعل «القرية فقيرة جدًا بحيث يضطر السكان الناجون إلى التعاون مع تجار الرقيق في رحلتهم التالية ضد القرى المجاورة»، سيتم نهب القرية من الماشية والحبوب والعاج، مع تدمير كل شيء آخر.
حتى أثناء الدولة المهدية (1885-1898)، استمر استعباد جنوب السودان. فقط تصدير العبيد كان ممنوعا. نظرًا لأن العديد من العبيد قاتلوا في جيش المهدي، كان السبب الرئيسي لحظر التصدير هو منع الجيش من الضعف. حظرت القوة الاستعمارية الأنجلو-مصرية الصادرات، لكنها سمحت جزئياً بالعبودية المحلية، خلافاً للمحظورات الرسمية، لأنها استفادت أيضًا من العبيد (السابقين) في الجيش ولم ترغب في إثارة غضب نخب شمال السودان.

## العبودية الحديثة
ورد أن «الموجة الحديثة» للعبودية في السودان بدأت في عام 1983 مع اندلاع الحرب الأهلية السودانية الثانية بين الشمال والجنوب. تضمنت أعدادًا كبيرة من السودانيين من المناطق الجنوبية والوسطى، «وبالأخص الدينكا والنوير والنوبة في وسط السودان» تم أسرهم وبيعهم «(أو يتم استغلالهم بطرق أخرى)» من قبل السودانيين الشماليين الذين يعتبرون أنفسهم عربًا. وبحسب ما ورد تفاقمت مشكلة العبودية بعد أن استولت الحكومة العسكرية المدعومة من الجبهة الإسلامية الوطنية على السلطة في عام 1989، وأعلنت حكومة الخرطوم الجهاد ضد المعارضة غير المسلمة في الجنوب. كما مُنح البقّارة الحرية «لقتل هذه الجماعات، ونهب ثرواتهم، وأسر العبيد، وطرد الباقين من المناطق، واستيطان أراضيهم بالقوة».
عندما تم الإبلاغ عن العبودية في السودان في الصحافة الغربية في أوائل التسعينيات، بدأت العديد من الطوائف الإنجيلية في الولايات المتحدة وكندا في جمع الأموال لشراء العبيد. منذ عام 1995 فصاعدًا، شاركت منظمة التضامن المسيحي الدولية (CSI) من سويسرا في «تحرير العبيد» على نطاق واسع. منظمات دولية أخرى مثل التضامن المسيحي البريطاني الدولي في جميع أنحاء العالم والمجموعة الأمريكية لمكافحة الرق تدير أو تدير برامج شراء مجانية للعبيد. ساعدت هذه البرامج عشرات الآلاف على الحرية والعودة إلى جنوب السودان، وفقًا لـ CSI. تنتقدهم منظمات أخرى مثل اليونيسف ولجنة الدينكا باعتبارها مشكوكًا فيها أخلاقياً وتؤدي إلى نتائج عكسية، لأنها تكافئ تجار العبيد على جرائمهم ويمكن أن تخلق حوافز مالية إضافية لمزيد من عمليات صيد العبيد. تم بيع العبيد الأطفال من جنوب السودان مقابل أقل من 15 دولارًا أمريكيًا، وطورت عملية إعادة الشراء مقابل 50 إلى 100 دولار أمريكي للمشترين الأجانب، وفقًا للنقد، ديناميكية اقتصادية وكانت أكثر ربحية من تجارة الرقيق الفعلية. ولاحظت جماعات الدينكا في المناطق المتضررة ومنظمات حقوق الإنسان زيادة في عمليات الخطف في بعض الحالات. وصل مشترو العبيد إلى جنوب البلاد عبر مطار لوكيشوجو الكيني خلال الحرب الأهلية فيما يتعلق بعملية شريان الحياة للسودان. كانت نيامليل واحدة من الأماكن التي تم فيها إعادة تحميل تجارة الرقيق وفدية.
من ناحية أخرى، تعتقد منظمة التضامن المسيحي الدولية أن العبودية في السودان هي في المقام الأول نتيجة للحرب، وفي بعض الحالات، الاستخدام المستهدف «لأسلحة الحرب» وليس بسبب الدوافع الاقتصادية. يتوافق هذا الرأي مع التنظيم اللغوي للحكومة السودانية، التي، دون إدانة ممارسة غارات الرقيق وحملات الفدية، لا تذكر مصطلحي «الرق» و «تحرير العبيد» إلا بين علامتي اقتباس وبدلاً من ذلك تتحدث عن «عمليات الاختطاف بسبب الحروب القبلية».
لم يدرج القانون الجنائي السوداني لعام 1991 الرق كجريمة، لكن جمهورية السودان صادقت على اتفاقية الرق، والاتفاقية التكميلية لإبطال الرق وتجارة الرقيق والأعراف والممارسات الشبيهة بالرق، وهي طرف. بالعهد الدولي الخاص بالحقوق المدنية والسياسية. لكن بحسب إمام حركة الأنصار ورئيس الوزراء الأسبق الصادق المهدي، فإن الجهاد
 يتطلب بدء الأعمال العدائية لأغراض دينية. [...] صحيح أن نظام [الجبهة القومية الإسلامية] لم يسن قانونًا لتحقيق العبودية في السودان. لكن المفهوم التقليدي للجهاد يسمح بالرق كنتاج ثانوي [للجهاد]. 
أبلغت هيومن رايتس ووتش ومنظمة العفو الدولية لأول مرة عن العبودية في السودان عام 1995 في سياق الحرب الأهلية السودانية الثانية. في عام 1996، ظهر تقريران آخران، أحدهما من قبل ممثل الأمم المتحدة والآخر من قبل مراسلين من بالتيمور صن، وهو مجرد واحد من العديد من «الروايات المكثفة عن مداهمة العبيد» في السودان التي قدمتها وسائل الإعلام الغربية منذ عام 1995.
وصفت هيومن رايتس ووتش وآخرون الشكل المعاصر للعبودية في السودان على أنه من عمل الميليشيات المسلحة المدعومة من الحكومة من قبائل البقارة التي تداهم المدنيين - بالأساس من جماعة الدينكا العرقية من المنطقة الجنوبية لبحر الغزال. أسر البقارة الأطفال والنساء الذين تم نقلهم إلى غرب السودان وأماكن أخرى. وكانوا «يُجبرون على العمل بالمجان في المنازل وفي الحقول، ويعاقبون عندما يرفضون، ويتعرضون للإيذاء الجسدي والجنس في بعض الأحيان». حكومة السودان «تسلح وتعاقب [تحرير] ممارسة العبودية من قبل هذه الميليشيا القبلية»، المعروفة باسم المرحلين، كطريقة منخفضة التكلفة لإضعاف عدوها في الحرب الأهلية السودانية الثانية، الحركة الشعبية لتحرير السودان المتمردة / الجيش (الجيش / الحركة الشعبية لتحرير السودان)، الذي كان يعتقد أن لديه قاعدة دعم بين قبيلة الدينكا في جنوب السودان.
ووفقًا لتقرير صدر عام 2002 عن مجموعة الشخصيات البارزة الدولية (بتشجيع من وزارة الخارجية الأمريكية)، فقد أُدين كل من الميليشيات المدعومة من الحكومة والمتمردين (بقيادة الجيش الشعبي لتحرير السودان) باختطاف المدنيين، ولكن «وكانت بواعث القلق الخاصة» حوادث وقعت«بالتزامن مع هجمات شنتها المليشيات الموالية للحكومة المعروفة باسم» المرحلين«على القرى في المناطق التي يسيطر عليها الجيش الشعبي لتحرير السودان بالقرب من الحدود بين شمال السودان وجنوبه». وخلص الفريق إلى أنه «في عدد كبير من الحالات»، يعتبر الاختطاف المرحلة الأولى في «نمط من التعسف الذي يندرج تحت تعريف الرق في الاتفاقية الدولية الخاصة بالرق لعام 1926 والاتفاقية التكميلية لعام 1956».
تتراوح تقديرات عمليات الاختطاف خلال الحرب بين 14000 و 200000. يقدر أحد تقديرات المؤرخ الاجتماعي جوك مادوت جوك أن من 10 إلى 15000 من العبيد في السودان "في أي وقت"، ويظل العدد ثابتًا تقريبًا عندما يأتي العبيد الأفراد ويذهبون - مع هروب الأسرى أو شراء حريتهم أو إطلاق سراحهم باعتبارهم غير صالحين للعمل، يتم التقاط المزيد. حتى عام 1999، كان عدد العبيد الذين يحتفظ بهم آخذ العبيد بعد توزيع غنائم الحرب البشرية "ثلاثة إلى ستة ونادرًا ما يتجاوز عشرة لكل مهاجم". على الرغم من أن تجارة الرقيق الحديثة لم تقترب أبدًا من مستوى العبودية النيلية في القرن التاسع عشر، إلا أن بعض البقارة "عملوا كسماسرة لتحويل أسرى الحرب إلى عبيد"، وبيع العبيد "في نقاط متفرقة في جميع أنحاء غرب السودان"، و "في أقصى الشمال مثل الخاروم". هذه التجارة غير قانونية ولا تحظى بشعبية كبيرة على المستوى الدولي، وتتم "بتكتم"، ويتم الإبقاء عليها عند "الحد الأدنى" بحيث "من الصعب جدًا إثبات ذلك
وفقًا لتقرير في 25 يناير 1999 في أخبار سي بي إس، تم بيع العبيد مقابل 50 دولارًا للقطعة الواحدة.
قال مايكل روبين، الذي كتب في صحيفة وول ستريت جورنال في 12 ديسمبر 2001:
 كيف تبدو العبودية السودانية؟ أخبرني طفل مسيحي يبلغ من العمر 11 عامًا عن أيامه الأولى في الأسر: «قيل لي عدة مرات أن أكون مسلمًا، ورفضت، ولهذا قطعوا إصبعي». تم أخذ ألوكور نجور دينج البالغة من العمر 12 عامًا كعبدة في عام 1993. ولم تر والدتها منذ أن باع غزاة العبيد الاثنين لسادين مختلفين. اختطف الجيش السوداني أيكون البالغة من العمر ثلاثة عشر عامًا أثناء وجودها في قريتها قبل خمس سنوات. تعرضت للاغتصاب الجماعي من قبل ستة جنود حكوميين، وشهدت سبع عمليات إعدام قبل بيعها لعربي سوداني. 
يحمل العديد من العبيد المحررين آثار الضرب والحرق وأنواع التعذيب الأخرى. أبلغ أكثر من ثلاثة أرباع النساء والفتيات المستعبدات سابقاً عن تعرضهن للاغتصاب.

بينما تتجادل المنظمات غير الحكومية حول كيفية إنهاء العبودية، إلا أن القليل منها ينكر وجود هذه الممارسة. ... تتراوح المحفزات لعدد السود المستعبدين الآن في السودان من عشرات الآلاف إلى مئات الآلاف (دون احتساب أولئك الذين تم بيعهم على أنهم عمالة قسرية في ليبيا)... 
لم تعترف الحكومة السودانية أبدًا بوجود «عبودية» داخل حدودها، ولكن في عام 1999، وتحت ضغط دولي، أنشأت لجنة القضاء على اختطاف النساء والأطفال (سيواك). تمت إعادة 4000 جنوبي «مختطف» إلى جنوب السودان من خلال هذا البرنامج قبل إغلاقه في عام 2010.